# 頂好大光麵
頂好大光麵，是一款香港即食麵品牌，由金源食品有限公司推出巿場。

## 歷史
金源食品有限公司本來是公仔麵的代理商。1969年，因應餐飲業對即食麵的需求，金源食品委託永南食品代產大光麵，主要供茶餐廳、大牌檔及車仔麵檔使用，不是零售用途，所以只有麵餅，沒有包裝及味粉，價錢比零售店售賣的包裝即食麵便宜。因為產品只有麵餅，沒有包裝，故名為「光麵」。光麵的麵餅最初有兩款重量，分別是淨重50克的「小光麵」及80克的「大光麵」，但小光麵因為分量太少，銷路不佳而停產，只剩下大光麵繼續上市，並成為產品名稱。
1994年，金源食品以「頂好大光麵」註冊商標。
現時，頂好大光麵推出了四款口味，包括特級大光麵、大光麵、伊麵及好味麵。
2024年，金源食品因成本問題，停產特級大光麵及好味麵。

## 外部連結
- 金源食品有限公司（页面存档备份，存于）